# 永安镇 (汾西县)
永安镇，是中华人民共和国山西省临汾市汾西县下辖的一个乡镇级行政单位。

## 行政区划
永安镇下辖以下地区：
下山村、涧底村、窑铺村、道荣村、马沟村、古郡村、府底村、南沟底村、贴金村、前加楼村、窑头村、神符村、太阳山村、冯村、李安庄村、东原村、后加楼村、赵家坡村、吴家岭村、桑原村、贯里村、南梧村、洪原村、独堆村、柏乐村、杨木沟村和张家洼村。